# Cordylancistrus torbesensis
Cordylancistrus torbesensis är en fiskart som först beskrevs av Schultz, 1944.  Cordylancistrus torbesensis ingår i släktet Cordylancistrus och familjen Loricariidae. Inga underarter finns listade i Catalogue of Life.